# Комуникациони панел
Комуникациони панел (енгл. communication panel) или печ панел (енгл. patch panel), такође и печ поље (енгл. patch field) и џек поље (енгл. jack field), уређај је или јединица која карактерише низ конектора који су обично истог или сличног типа. Служи за коришћење повезивања и усмеравања кола за праћење и слање одређене врсте сигнала, за тестирање кола на згодан и флексибилан начин. Комуникациони панели се најчешће користе у рачунарским мрежама и радијским и ТВ студијима за снимање.

## Користи и конектори
У стидију за снимање, телевизијских и радио емисија и концертног озвучавања, печ баис (енг. Patch bays) имају широку примену да олакшају повезивање различитих уређаја, као што су микрофони, електрични или електронски инструменти, ефекти (нпр. Компресије), опрему за снимање, појачала или опрему за емитовање. Печ баис олакшавају повезивање различитих уређаја у различитим налозима за различите пројекте, јер све промене могу бити на преспојним пољима. Поред тога, печ баис омогућава лакше решавање проблема као што су сонде. Сонде које се користе за аудио и видео миксете знатно су прегледније и мање се хабају када се користи печ баис. Чак мали кућни студио и аматерски пројекти студија, често користе печ баис, јер може да групише све улазне прикључке на једном месту. То значи да урећаји постављени на полицама или остали инструменти могу бити повезани без икакве потребе за тражењем инструмената и праве утичнице са лампом позади. То је можда могуће да имате пар каблова, али када су у питању хиљаде каблова, без печ баис-а је незамисливо одржавати читаву шуму тих конектора. Коришћење преспојних поља такође штеди хабање улаза студијске опреме и инструмената, јер сви прикључци су направљени за преспојна поља. Печ панели се претежно, више користе у домаћим инсталацијама, због популарности структурног каблирања. Такође постају све заступљенији у биоскопским инсталацијама. Излази печ панела су обични РЈ-45 (енг. RJ-45) конеткори тј. мрежни конектори као и на комутатору. Они се из печ панела, мрежним кабловима, касније спајају са комутаторима. Сва ова опрема би била јако прегледнија ако је стављена у посебне преспојне ормане (енг. Rack) где се редом ређају исти или слични уређаји. Угавном се монтира одмах испод комутатора да би се лед диоде на комутатору виделе без проблема, јер су оне од велике важности.

## Нормализација
Конвенционално је да има колону џекова умрежених на заднјим
излазима. То су обично каблови који се спроводе из неких уређаја као што су рачунари или звучни инструменти код аудио појачала. Исто тако и доње колоне утичница умрежених на улазе који се обично спајају са комутатором или неким другим уређајем који се налази испод или изнад. Печ баис може бити полу-нормалан (обично доњи) или пуно радно нормалан, “нормалан” што указује да су горњи и доњи прикључци интерно повезани. Када има доњу половину – нормалне жице, без убаченог печ корда (енг. Patch cord) у било који џек, горњи прикључак је интерно повезан са доње стране конектора, џека преко контакта за прекид на доњем џеку. Везу између ова два конектора, убацивањем печ кабла у доњи џек ће разбити унтрашњу везу и заменити сигнал фид (енг. Signal feed) из горњег џека са носећим сигналом.
Печ корд идентификатор су обични пластични наставци, који су предвиђени за УТП каблове (енг. UTP-Unshielded twisted pair) на коме пише назив одређеног кабла, ради лакшег и бржег препознавања у случају да постоји брдо повезаних каблова.

## Комутатор
Постоје разне врсте аудио и видео комутатора од једноставних до софистицираних изборних. Међутим емитирајуће способности аудио и видео печ баис панела захтева специјализоване урећаје као што су рутирајући комутатори(енг. Routing Switches). 
Може се рећи да комутатор или свич (енг. Switch) нема смисла ако се у преспојном орману не налази са печ панелом. Комутатор се састоји од већег броја портова. Наменско пребацивање опреме може бити алтернатива за печ баис у неким апликацијама. Комутатори могу да рутирају веома лако, као притиском на дугме. Могу да обезбеде и друге предности у односу на печ баис, укључујући рутирање сигнала на неограничени број дестинација истовремено. Међутим, прикључна опрема која може имитирати могућност датог печ залива је много скупља. 
Нпр. С-видео матрица са истим способностима (8x8) као 160-пински С-видео преспојни орман (8 печ каблова повезује 8 улаза и 8 излаза) може коштати десет пута више, мада вероватно има више могућности, укључујући аудио-видео праћење и могућност уграђивања у дистрибутивним појачавачима. 
Као и печ панел, опрема за пребацивање скоро сваке врсте сигнала је доступна и код комутатора, укључујући аналогне и дигиталне аудио и видео сигнале, као и РФ (кабловска телевизија), МИДИ, телефонске сигнале, сигнале за умрежавање разних
уређаја (најчешче рачунара) и било шта друго.
Опрема за пребацивање може бити електронска, механичка или електро-механичка. Неки хардвери комутатора могу се контролисати путем рачунара или другим спољним урећајима, тако да приликом куповине добија се одређени софтвер за његово контролисање и управљање. Неки су аутоматизовани или унапред програмирани за различите оперативне способности које олакшавају коришћење и употребу. То значи да су довољно интелигенти да основне потребе можете извршити директно на њему, без коришћења рачунара. Ту су и софтверске апликације које се користе за рутирање путање сигнала контролних података у оквиру рачунарског окружења. Те апликације су стандардизоване, што значи да може управљати било који комутатор.
Дистрибутивни оквири су јефтинији, али мање погоднији за употребу.

### Комутатор у рачунарским мрежама
Комутатор ради у другом слоју ОСИ референтног модела (енг. OSI) компаније ИСО. Овај уређај преноси податке од једног краја мреже до другог на основу одредишне МАК адресе (eng: MAC-Media Access Control address). Портови имају одређени степен интелигенције, односно, поред ретрансмисије коју извршава над оквирима, такође уписује МАК адресе у одређену МАК табелу. Тиме врши контролу преноса над мрежом и свим рачунарима у њој. Највећи проблем код комутатора је преоптерећење. Оно настаје када се већина долазног саобраћаја, која је упућена на неки од портова који треба да их проследи даље, а који није у стању да то изврши јер капацитет везе која се шаље податке није у могуђности да подржи толики капацитет. Ови оквири такође имају могућност баферовања до одрећене границе, после тога настаје загушење и опет се дешава преоптерећење.
Како се комутатори носе са овим проблемом зависи од њиховог квалитета, величине бафера, меморије и брзини обраде.

## Преспојни орман
Преспојни орман или постоља (енг. Rack) се најчешће користи у рачунарским мрежама, контролисање и рад горенаведених уређаја на једном месту. Овај орман има отворе и са предње и са задње стране. То су долазни каблови који могу бити из разних инсталација које се налазе у зиду или одређеног уређаја. Нпр: Како спојити неколико рачунара и комутатор? Прво је потребно спојити рачунаре до одређене мрежне утичнице, који се повезују УТП каблом. Те утичнице требају да буду спроведене до преспојног ормана које се повезују са задње стране на комутатор које се накнадно уграђује у орман. Након тога се добија читава повезана линија која се прекида на предњем крају преспојног ормана. На предњем крају се преко комутатора контролише који ђе рачунар бити повезан са којим, тако што се узме печ корд и прате се ознаке УТП кабла и одређеног конектора комутатора. Тиме се одређује која ђе два рачунара да комуницирају међусобно. 
Димензије преспојног ормана су стандардизоване и износе 19 инча (енг. Inch) без носача и 17 in (43 cm) са носачима. Носачи су од велике важности, јер без њих је немогуђе ставити било какав уређај у преспојни орман. Поред тога постоје и лајсне које се налазе са леве и десне стране преспојног ормана, у којима се налазе рупице. Оне служи да се одреди величина уређаја, који се убацује и колико места заузима. Такође размак између сваке две рупе је стандардизован и износи 1U или 1RU (енг. Rack Unit). Самим тим и уређаји који се праве за овакве преспојне ормане морају да имају одређени стандард који се поклапа са овим. 
Од велике важности је и вентилација или хлађење за уређаје који се налазе у орману. Идеално би било да се сви преспојни ормани, који се користе, буду у једној просторији која је климатизована, без прашине и људи који бораве унутра, јер уређаји који се налазе у овим орманима стварају велику буку, која утиче на рад. Многа предузећа или компаније нису у финансијским могућностима да приуште овакав вид вентилације. Тиме се вентилација уграђује директно у преспојне ормане. Уграђује се тако што се постави решеткасти под испод кога се налазе вентилатор или дупли решеткасти под са вентилаторима што је још ефикасније. Овим се смањује ризик прегревања или прекида рада неког уређаја који је прикључен.
Што се тиче каблова, најчешће се користи УТП кабл. Ако се ови каблови користе за преспојне ормане, препоручљиво би било да се на задњем делу ормана не користи кабл дужи од 100 m (енг. m), оптимално би било да се, при дизајнирању, користе каблови дужине до 90 m.